# Alexander II. (Epirus)
Alexander II. (altgriechisch Ἀλέξανδρος Aléxandros; † 245/40 v. Chr.) folgte seinem Vater Pyrrhos I. als König der Molosser und Hegemon von Epirus im Jahr 272 v. Chr. Seine Mutter war Lanassa, die Tochter des Königs Agathokles von Syrakus. Alexander starb um 242 v. Chr.
Er griff Antigonos II. Gonatas von Makedonien an und eroberte den größten Teil seines Landes, wurde aber von dessen Sohn, Demetrios II., nacheinander sowohl aus Makedonien als auch aus Epirus vertrieben. Mit Hilfe der Akarnanier und Ätoler gelang es ihm, sein Königreich zurückzuerobern.
Alexander hatte seine (Halb-)Schwester Olympias zur Frau genommen, die einzige Geschwisterehe unter den Aiakiden. Sie hatten zwei Söhne, Pyrrhos II. und Ptolemaios, sowie die Tochter Phthia, die mit Demetrios II. von Makedonien verheiratet wurde.